# Andreas Pauli
Andreas Pauli (* 27. Oktober 1993 in Bad Tölz) ist ein deutscher Eishockeyspieler, der zuletzt beim EC Bad Nauheim in der DEL2 unter Vertrag stand.

## Karriere
Andreas Pauli begann seine Karriere als Eishockeyspieler in seiner Heimatstadt in der Nachwuchsabteilung des EC Bad Tölz, für den er von 2006 bis 2008 in der Schüler-Bundesliga sowie anschließend ein Jahr lang in der Deutschen Nachwuchsliga aktiv war. Von 2009 bis 2011 lief er für den Krefelder EV 1981 in der DNL auf, wobei er in der Saison 2010/11 sowohl Topscorer, als auch bester Vorlagengeber der DNL wurde. Parallel zum Spielbetrieb mit Krefeld kam er in seinem zweiten Jahr als Leihspieler in der drittklassigen Eishockey-Oberliga für die Rote Teufel Bad Nauheim und Neusser EV zu seinen ersten Einsätzen im Seniorenbereich.
Zur Saison 2011/12 wurde Pauli vom EHC München aus der Deutschen Eishockey Liga verpflichtet, für dessen Profimannschaft er in seinem Rookiejahr in 16 Spielen ein Tor vorbereitete. Parallel spielte er mit einer Förderlizenz für die Tölzer Löwen, mit denen er Oberliga-Meister wurde. Die Saison 2012/13 begann der Junioren-Nationalspieler ebenfalls bei den Münchnern in der DEL und spielte zudem mit einer Förderlizenz für den Oberligisten EC Peiting.
Im Oktober 2013 wechselte er zum SC Riessersee in die DEL2 um mehr Spielpraxis zu bekommen. In der Saison 2014/15 war Pauli mit 16 erzielten Toren und 13 gegebenen Vorlagen in 44 Spielen der sechstbeste Scorer des SC Riessersee. Nach zwei Saisons verließ er den SC Riessersee und wurde Ende März 2015 vom Ligakonkurrenten EC Bad Nauheim unter Vertrag genommen. Dort entwickelte sich Pauli zum Publikumsliebling. In der Saison 2017/18 musste er unter anderem aufgrund einer Bandscheibenverletzung drei Monate pausieren und konnte anschließend nicht an die vorherigen Leistungen anknüpfen. Daher entschied er sich für eine Rückkehr zum EC Bad Tölz, für den er 21 Tore und 35 Vorlagen in 55 Spielen erzielte und damit zum Klassenerhalt beitrug. Im Mai 2019 wurde er erneut vom EC Bad Nauheim verpflichtet. In der Saison 2021/22 erlitt er mehrere schwere Verletzungen und begann parallel eine Ausbildung.

### International
Für Deutschland nahm Pauli an der U20-Junioren-Weltmeisterschaft der Division IA 2012 teil.

## Erfolge und Auszeichnungen
- 2011 Topscorer der DNL
- 2011 Bester Vorlagengeber der DNL
- 2012 Oberliga-Meister mit den Tölzer Löwen

### International
- 2012 Aufstieg in die Top-Division bei der U20-Junioren-Weltmeisterschaft der Division IA

## Karrierestatistik
(Stand: Ende der Saison 2019/20)